# Lepturges laetus
Lepturges laetus es una especie de escarabajo longicornio del género Lepturges, categorizada en la tribu Acanthocinini, de la subfamilia Lamiinae. Fue descrita por Melzer en 1928.

## Descripción
Mide 5,5-7,5 mm de longitud.

## Distribución
Se distribuye por Argentina, Brasil y Paraguay.